# ふかひれ

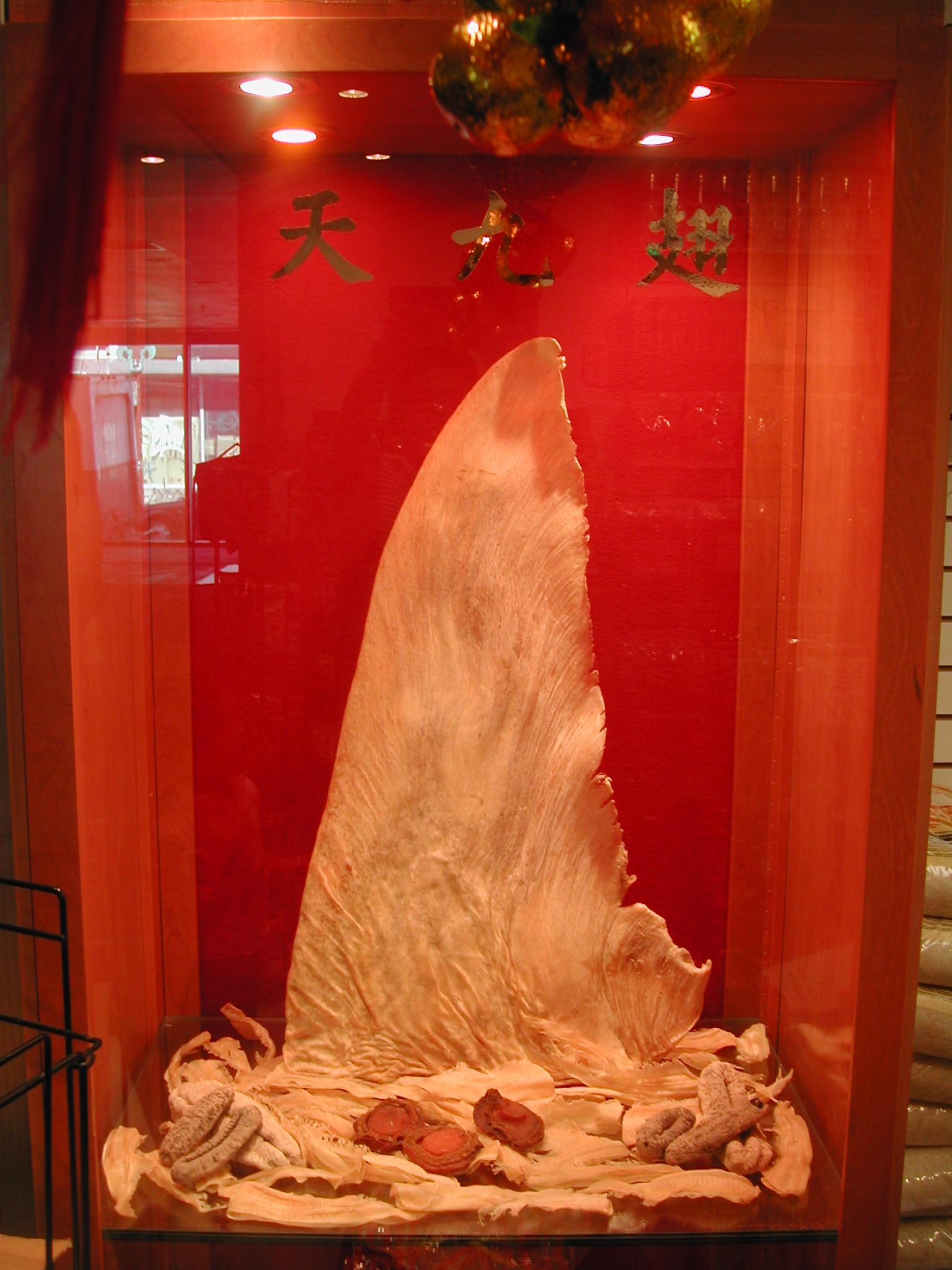
店頭にディスプレイされる最高級のふかひれ　天九翅

ふかひれ（鱶鰭）は、大型のサメ（鱶）のひれ（鰭）（主に尾びれや背びれ部分）を乾燥させた中華料理の食材。中国語では「魚翅」と言う。

## 概要
中国でふかひれが食べられだしたのは明の時代と言われている。潮州料理など、中華料理の高級食材として利用される。ほぐれた状態のふかひれをスープや点心の具として使うほか、ヒレの形のまま煮込む料理などがある。ジンベエザメ、ウバザメのものが最も高級とされ、アオザメ、イタチザメなどのものも高級である。一般的には、ヨシキリザメのものが使用されることが多い。
日本は世界有数のふかひれ生産国であり、江戸時代にはナマコ、アワビと共に中国（明、清）へ輸出されていたが、近年ではシンガポールやインドネシアの生産量の方が上回っている。日本では気仙沼の水揚げが最も多いが、この多くはマグロ延縄漁業の際に釣れたサメからとられたものである。日本の気仙沼産が有名で且つ高級品として扱われるのは、加工技術が優れているためと言われる。

## 乾燥品の製法

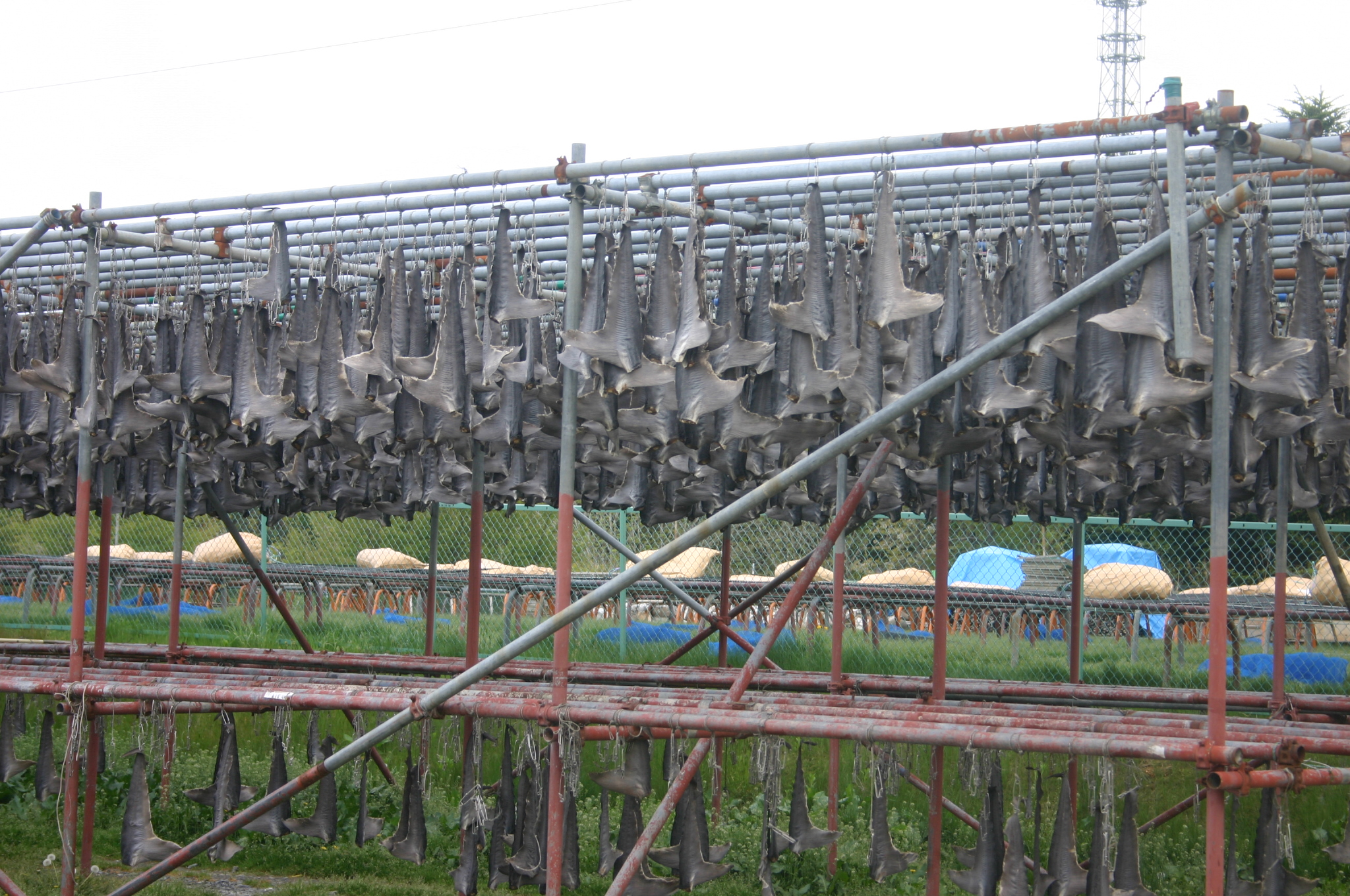
ふかひれの天日干し（気仙沼）

生のふかひれを茹でるか鉄板で加熱してから、表面の鮫肌をブラシでこすり取り除く。油脂分を落とし天日干しにして、乾燥品が完成する。皮付きのまま乾燥にした加工品もある。

## 調理法

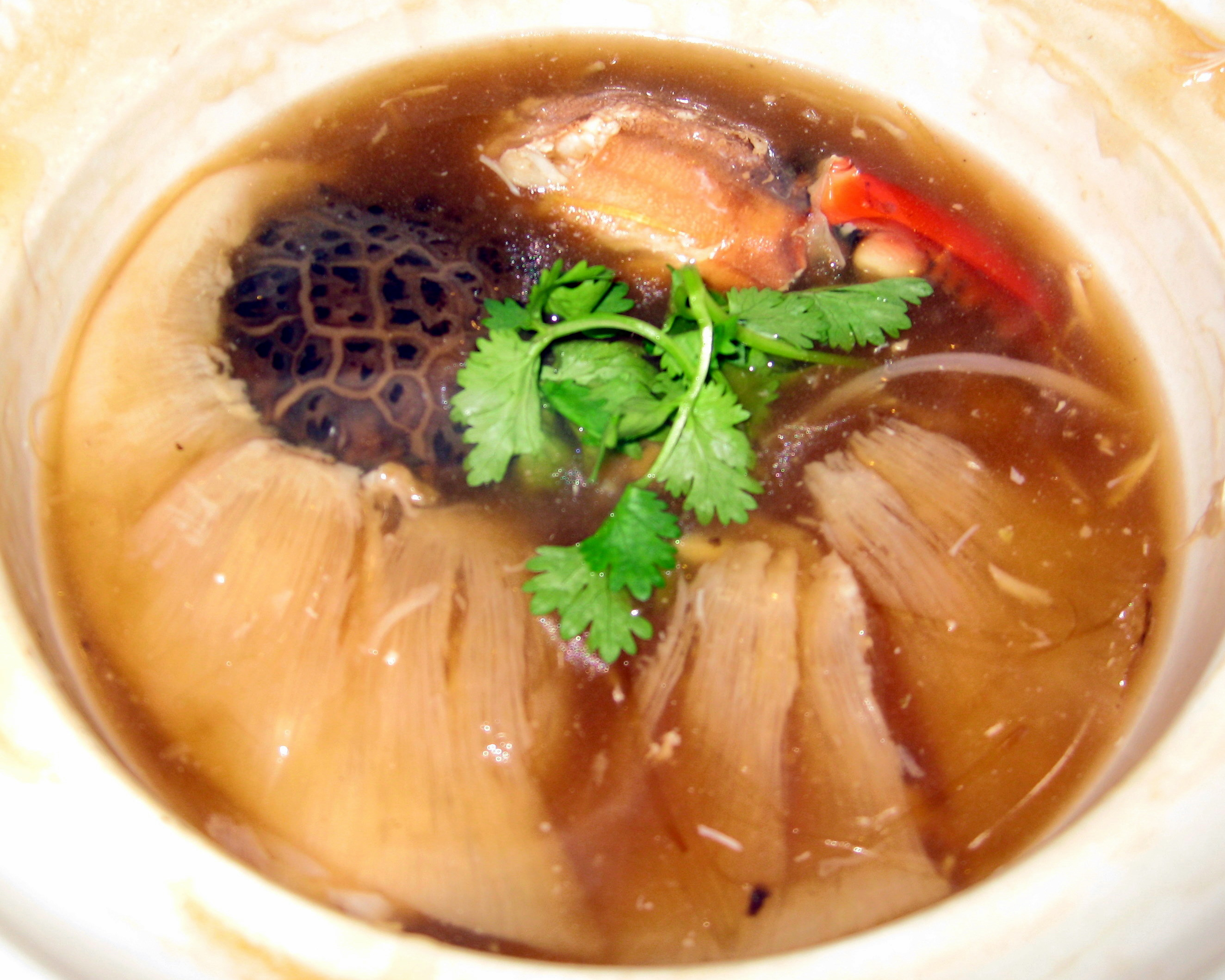
排翅を使ったふかひれの姿煮
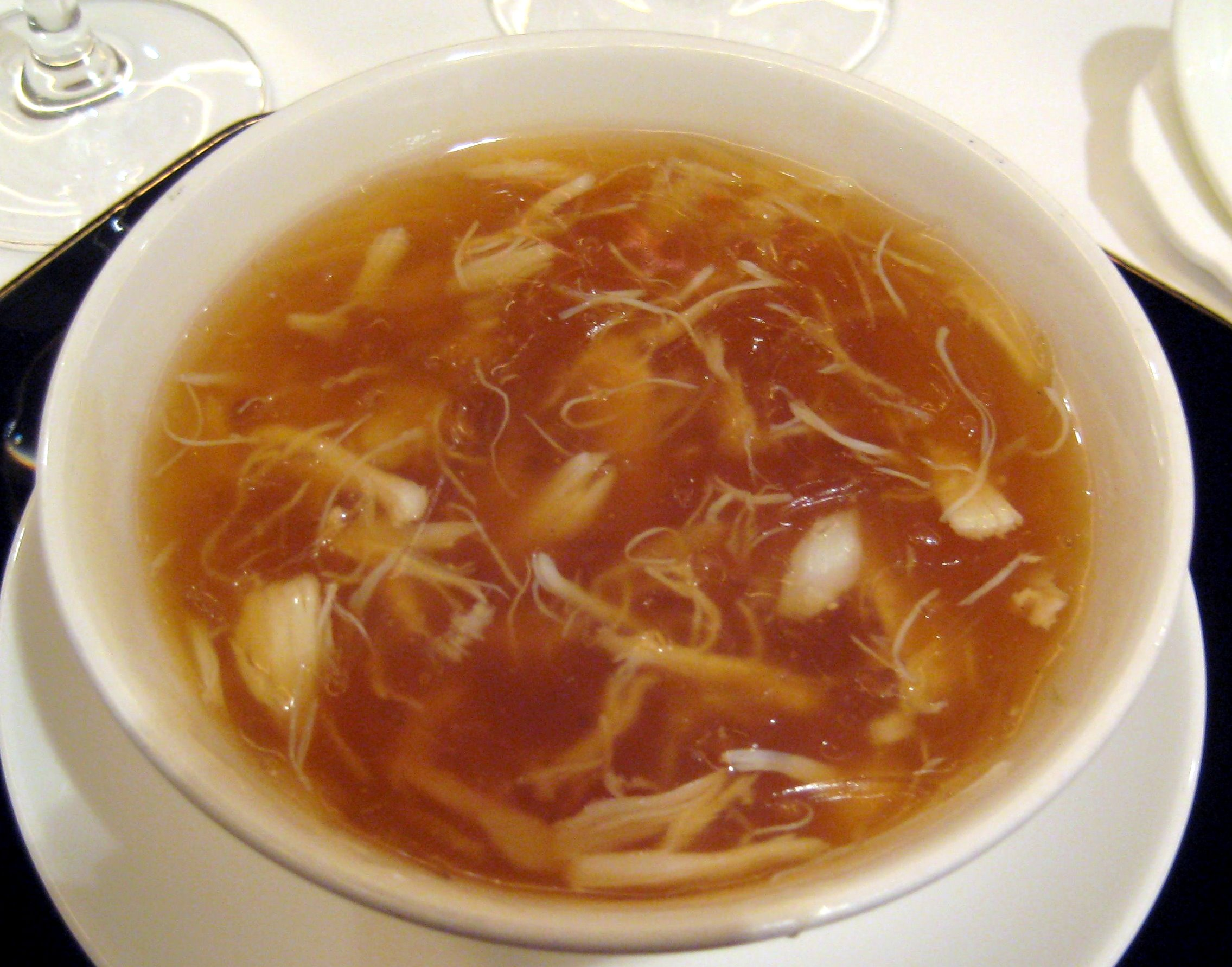
散翅を使ったふかひれスープ（中国語版、英語版）
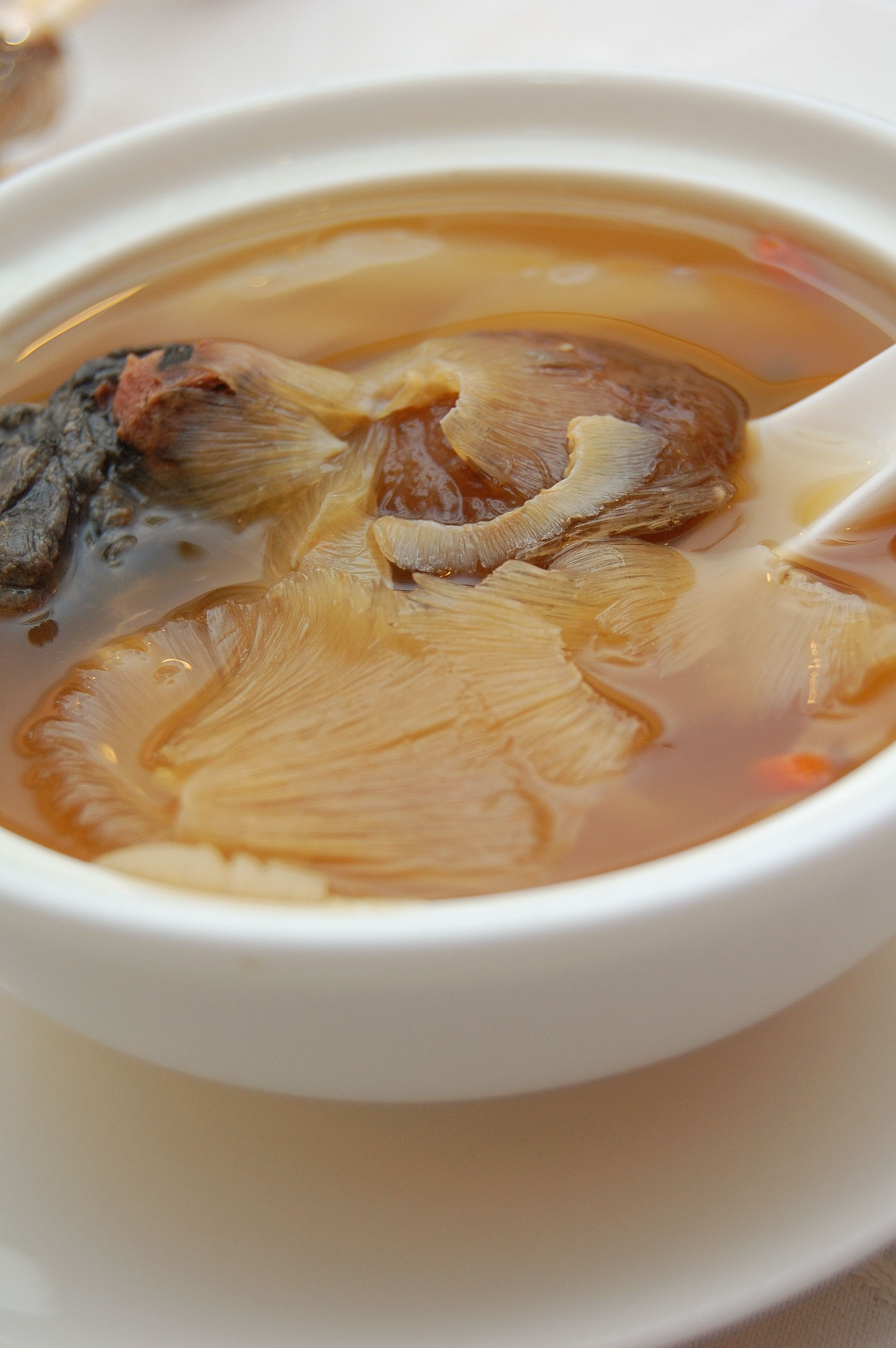
魚翅(胸びれ)を使ったふかひれスープ

調理する際は、乾燥したふかひれをまずネギやショウガとともに茹で、さらに蒸した上で皮を剥き、水にさらす。このように下処理をしてから上手に煮込むと臭みが消え、軟骨魚特有の柔らかなゼラチン質の食感が楽しめる珍味となる。ふかひれ自体に味はほとんどない。

## 種類
ふかひれは形状と大きさにより価格が大きく異なる。形状により味が異なるわけではないが、一般的には元のヒレの形を保ったふかひれが高級品とされている。これは排翅の入手が困難である理由と、形状が保たれている排翅の方が加工済みの魚翅より品質を見極めやすい理由による。
- 散翅（サンチー, sǎnchì）- 最初からバラバラにほぐれたヒレ。缶詰やレトルトパックでも販売されており、一番安価で手ごろに食べられる。
- 魚翅（ユイチー, yúchì）- 中国語でのふかひれの総称。または手のひら程度の小ぶりの物や、一本一本バラバラにほぐれた散翅を指すこともある。基本的にスープとして提供される。主に胸びれが使われる。排翅と比べると値段は安い。
- 排翅（パイチー, páichì）- 扇のような形状を保った丸ごとの大ぶりなヒレ。基本的に姿煮として提供される。主に背びれと尾びれが使われる。大きさ・形・厚さで値段が大きく変わる。
- 天九翅（ティェンジュウチー, tiānjiǔchì）- 最高級品。ジンベエザメとウバザメの背びれのみ天九翅になる。一本ずつの繊維がモヤシより太い。ジンベエザメとウバザメは捕獲と取引が国際的に規制されているため、天九翅は稀少である。特に形の良い天九翅は、しばしば料理店の権威を表す店頭ディスプレイとして展示される。

## 人工ふかひれ
数百円程度の廉価で販売されている「ふかひれ」は、エイのヒレで代用したものや、春雨や湯葉を使って本物に似せた「人工ふかひれ」である。本場中国を謳う料理店の出す「姿煮」にも人工ふかひれが使用されているケースがある。
中国・山東省では、工業用にかわをホルムアルデヒドで浸した偽ふかひれが摘発されたことがある。
サメの乱獲によるふかひれの供給不足や中国におけるふかひれの需要の増加などのため、天然ふかひれは価格が高騰しており、人工ふかひれの需要が日本でも本場中国でも高まっている。日本では豚のゼラチンなどを原料とした人工ふかひれの製造販売も行なわれている。

## 贅沢品としての規制
2013年12月、中国の習近平政権は、綱紀粛正の一環として公務接待に関する管理規定を提示。この中で具体的にふかひれ、ツバメの巣を挙げて、高級食材を利用した料理を公務接待（官官接待など）の宴席に供することを禁じた。

## 原材料となるサメを保護する動き
サメの保護に関しては、国際的な気運が上昇している一方で、日本のような主要な消費・輸出国側は保護の促進による規制の強化に懸念を呈してきた。フカヒレの国際取引のために捕獲されるサメ種の70％以上が絶滅の危機にあるとされる。

### シャークフィニング
フカヒレ漁ではシャークフィニングと呼ばれる漁法（ヒレ切り）が動物愛護の観点から広く問題視されている。これは、サメからヒレだけを切り取り、その後サメを再び海に戻すという方法で、しばしば生きたままで戻され、サメは泳ぐことができないため、そのまま死んでしまう。シャークフィニング漁法を数十か国が禁止している。2024年には大西洋まぐろ類保存国際委員会（ICCAT）の年次総会においてシャークフィニング漁法を禁止する提案が提出されたが、世界最大のフカヒレの消費市場であり輸出国でもある中国と日本らによる拒否により採択に至らなかった。

### イギリス
イギリス政府は2021年8月15日、フカヒレの輸出入を禁止する新しい法律を制定した。缶詰のフカヒレスープなど、フカヒレが使われている製品はすべて対象となる。イギリスは、フカヒレを広範囲で規制する（2021年10月時点で）世界初の国となった。イギリスでは、サメのヒレだけ切り取って残りを海を捨てる（しばしばサメは生きたままで投棄されるため、泳げずに死に至る）シャークフィニングを20年以上前から禁止してきたが、フカヒレの交易を認めることは、間接的にこのような漁法に加担することから、今回の立法に至った。

### EUでフカヒレ取引禁止のECI
2023年、フカヒレの取引廃止を提案する「欧州連合市民イニシアチブ（ECI）」に110万人をこえる署名が集まったため、今後この提案について欧州委員会で審議が行われる。

### ふかひれ漁規制法
アメリカ合衆国では、ふかひれの採取を目的に毎年数千万匹のサメが乱獲され、絶滅が危惧されているとして、2000年に大西洋およびメキシコ湾におけるサメ漁を規制した。しかし、ヒレを切り取る行為を船上で行わなければ太平洋でのサメ漁は認められていたことから、太平洋側でのサメ漁が横行。2010年12月20日、アメリカ上院は、これら法の抜け穴をふさぐ法改正を行い、アメリカにおけるふかひれの採取を目的とした漁は全面禁止となった。また同国ハワイ州では2010年7月に売買を禁止する州法が施行され、カリフォルニア州では2011年10月にふかひれの売買と所持を禁止する州法が成立した。

### ワシントン条約
2010年3月23日に、ワシントン条約の締約国会議にてニシネズミザメの輸出規制案が可決されたが、日本や中国などのアジア諸国が規制に反対し、日本は留保した。本会議では、シュモクザメ類（3種）とヨゴレとアブラツノザメの規制案は否決されている。
2022年11月17日、第19回締約国会議（CoP19）で、メジロザメ科とシュモクザメ科全54種を同条約附属書2に記載することが採択された。この2つの科だけで、年間5億ドル（約700億円）に上るフカヒレ取引の半分以上を占めるが、今後は持続可能でない取引は不可能となる。日本はこの決定に対して、ヨシキリザメを留保している。

### ボン条約
移動性野生動物種の保全に関する条約（通称「ボン条約」）は、国境を越えて回遊や渡りを行う生物種の保護を目的とした国際条約であり、サメも保護対象に含まれているが、日本は未批准である。

### 世界自然保護基金の活動
世界自然保護基金は、2010年より、ふかひれを扱う機会が多い香港のホテル、レストラン業者などを対象に、ふかひれを使った料理の提供をやめ、代替素材を使った料理を提供するよう説得するキャンペーンを実施。反対意見は多いものの一部事業者には提供を取りやめる動きがみられる。中でも、高級ホテルグループであるペニンシュラホテル、シャングリラホテルは、2012年1月からふかひれを使った料理の提供を止めることを表明している。

### 日本国内の抗議運動と対応
- 2013年6月7日、良品計画は自社製品、無印良品「ごはんにかける ふかひれスープ」の発売中止を求める運動を受けたことに対し説明を行った。原材料となるヨシキリザメは、マグロ延縄漁の混獲であり、一部の地域で行われるヒレだけを採取する手法（フィニング）による漁獲ではないこと、ヨシキリザメが指定されている準絶滅危惧種は、評価リスト上でも低リスクに分類され、さらにその中でもヨシキリザメは下位に位置づけられており、日本国内の法令で漁獲規制を受けているものではないとしている[22]。
- 2014年5月28日、気仙沼遠洋漁協は、ラッシュ・ジャパンが「残酷なフカヒレ漁反対キャンペーン」を始めることに対し、気仙沼のサメ漁が誤解を受けないよう配慮してほしいとの申し入れを行った。この中で気仙沼遠洋漁協側は、気仙沼のふかひれがフィニングによるものではないこと、フィニングでは海洋投棄される肉ははんぺんなどに加工、骨もサプリメントの原料にするなど有効活用していること、持続可能な漁業を目指し国際認証（海のエコラベル）取得の準備を進めていることをアピールしている[23]。なおこの件についてラッシュ・ジャパンでは自社サイトにおいてこのキャンペーンはフィニングを行っていない気仙沼のサメ漁に反対するものではないと表明している[24]。